# Langona simoni
Langona simoni là một loài nhện trong họ Salticidae.
Loài này thuộc chi Langona. Langona simoni được Heciak & Jerzy Prószyński miêu tả năm 1983.